# Українська спадщина (серія монет)
Украї́нська спа́дщина — серія ювілейних та пам'ятних монет, започаткована Національним банком України у 2005 році. 

## Перелік монет
Станом на травень 2016 року серія налічує 1 золоту монету, 11 срібних, 9 нейзильберових та 1 біметалеву із недорогоцінних металів.
У серію включені такі монети:
| тип             | найменування                                      | метал      | номінал, гривень | дата введення в обіг |
| --------------- | ------------------------------------------------- | ---------- | ---------------- | -------------------- |
| Пам'ятна монета | «Сорочинський ярмарок»                            | срібло     | 20               | 17 серпня 2005       |
| Пам'ятна монета | «Сорочинський ярмарок»                            | нейзильбер | 5                | 17 серпня 2005       |
| Ювілейна монета | «140-річчя Всеукраїнського товариства «Просвіта»» | біметалева | 5                | 01 грудня 2008       |
| Пам'ятна монета | «Українська писанка»                              | срібло     | 20               | 16 квітня 2009       |
| Пам'ятна монета | «Українська писанка»                              | нейзильбер | 5                | 16 квітня 2009       |
| Ювілейна монета | «Вечори на хуторі біля Диканьки»                  | срібло     | 50               | 10 серпня 2009       |
| Пам'ятна монета | «Український балет»                               | золото     | 50               | 30 квітня 2010       |
| Пам'ятна монета | «Острів Хортиця на Дніпрі»                        | срібло     | 50               | 20 грудня 2010       |
| Ювілейна монета | «Лісова пісня»                                    | срібло     | 20               | 28 лютого 2011       |
| Пам'ятна монета | «Останній шлях Кобзаря»                           | нейзильбер | 5                | 29 квітня 2011       |
| Ювілейна монета | «50-річчя премії ім. Т.Шевченка»                  | нейзильбер | 5                | 12 травня 2011       |
| Пам'ятна монета | «Гопак»                                           | срібло     | 10               | 29 липня 2011        |
| Пам'ятна монета | «Гопак»                                           | нейзильбер | 5                | 29 липня 2011        |
| Пам'ятна монета | «Українська лірична пісня»                        | срібло     | 10               | 29 жовтня 2012       |
| Пам'ятна монета | «Українська лірична пісня»                        | нейзильбер | 5                | 29 жовтня 2012       |
| Ювілейна монета | «200-річчя С. Гулака-Артемовського»               | срібло     | 20               | 15 лютого 2013       |
| Пам'ятна монета | «Українська вишиванка»                            | нейзильбер | 5                | 20 серпня 2013       |
| Пам'ятна монета | «Українська вишиванка»                            | срібло     | 10               | 20 серпня 2013       |
| Ювілейна монета | «Щедрик»                                          | нейзильбер | 5                | 5 січня 2016         |
| Ювілейна монета | «Щедрик»                                          | срібло     | 20               | 5 січня 2016         |
| Пам'ятна монета | «Петриківський розпис»                            | нейзильбер | 5                | 20 травня 2016       |
| Пам'ятна монета | «Петриківський розпис»                            | срібло     | 10               | 20 травня 2016       |
| Пам'ятна монета | «Щедрик – колядка дзвонів» (набір монет)          | срібло     | 10               | 21 грудня 2023       |

## Срібні та золоті монети (реверс)

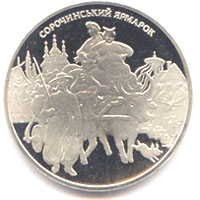
«Сорочинський ярмарок»
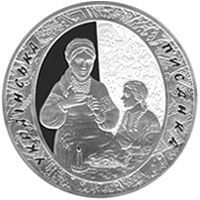
«Українська писанка»
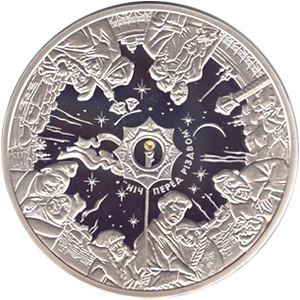
«Вечори на хуторі біля Диканьки»
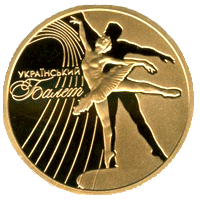
«Український балет»
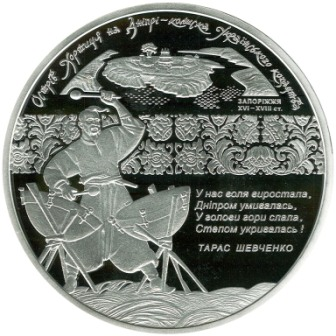
«Острів Хортиця на Дніпрі»
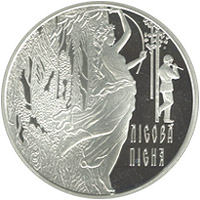
«Лісова пісня»
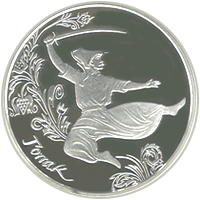
«Гопак»
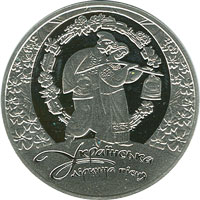
«Українська лірична пісня»
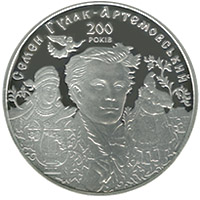
«200-річчя С. Гулака-Артемовського»
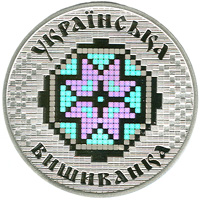
«Українська вишиванка»
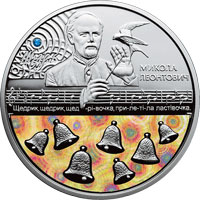
«Щедрик»

## Нейзильберовіта біметалеві монети (реверс)

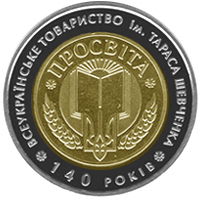
«140-річчя Всеукраїнського товариства «Просвіта»»
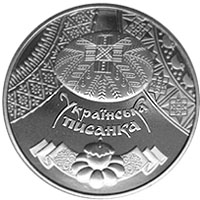
«Українська писанка»
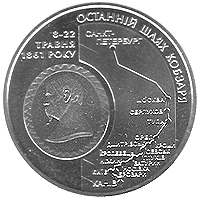
«Останній шлях Кобзаря»
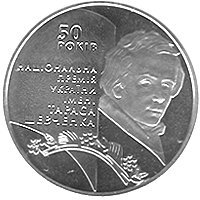
«50-річчя премії ім. Т.Шевченка»
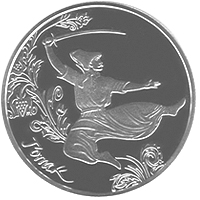
«Гопак»
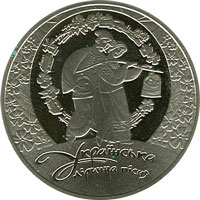
«Українська лірична пісня»
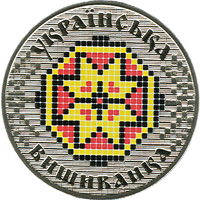
«Українська вишиванка»
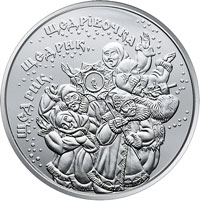
«Щедрик»